# 阿波羅峰
77°30′S 160°48′E / 77.500°S 160.800°E
阿波羅峰（英語：Apollo Peak）是南極洲的山峰，座標77°30′S 160°48′E / 77.500°S 160.800°E位於維多利亞地的斯科特海岸，處於伊萊克特拉山以西，屬於奧林匹斯山脈的一部分，海拔高度1,900（6,200英尺），現時由南極條約體系管理。